# Antiart
Antiart és un terme usat per aquells qui rebutgen les definicions anteriors d'art i qüestionen l'art en general. Paradoxalment, la lluita contra l'art tendeix a fer aquest qüestionament i rebuig des del punt de vista artístic. El terme s'associa amb el moviment Dada i generalment s'accepta com atribuïble a Marcel Duchamp, pronunciat per primera vegada abans de la Primera Guerra Mundial, al voltant de 1914, quan va començar a utilitzar objectes trobats com a art. S'utilitza també per descriure les formes revolucionàries d'art. El terme va ser utilitzat més tard pels artistes conceptuals de la dècada de 1960 per descriure la feina dels qui van afirmar haver-se retirat per complet de la pràctica de l'art, a partir de la producció d'obres que podrien ser venudes en sèrie.